# Rachel Ward
Rachel Ward (Cornwell, 12 september 1957) is een Australische actrice, regisseur en scenarioschrijver.
Ward werd internationaal bekend met hoofdrollen in de mini-televisieserie The Thornbirds als Meggie en geliefde van Ralph de Bricassart (Richard Chamberlain), en in de films Against All Odds en After Dark, My Sweet.
Het duurde lang voordat er een actrice was gevonden voor de rol van Meggie. Veel actrices meldden zich en wilden de rol. Het bleek moeilijk  om een actrice te vinden die de onschuld en breekbaarheid kon vertolken van Meggie. In de laatste ronde bleven alleen Jane Seymour en Rachel Ward over. 
Ward is sinds 1983 gehuwd met Bryan Brown, met wie ze drie kinderen heeft. 
- Biblioteca Nacional de España: XX1655714
- Bibliothèque nationale de France: cb13939015z (data)
- Catàleg d'autoritats de noms i títols de Catalunya: 981058509360806706
- Gemeinsame Normdatei: 141216077
- International Standard Name Identifier: 0000 0001 1557 2923
- Library of Congress Control Number: n88034925
- Nationale Bibliotheek van Israël: 987007445065105171
- Nederlandse Thesaurus van Auteursnamen: 071442758
- Istituto Centrale per il Catalogo Unico: RAVV103016
- SNAC: w67r1vbs
- Système universitaire de documentation: 055669611
- Virtual International Authority File: 87395940
- WorldCat: E39PBJyRCTK7vKVDhfrrBGbGHC